# Čou-šan (ostrov)
Čou-šan (čínsky pchin-jinem Zhōushān Dǎo, znaky 舟山岛) je třetí největší ostrov Čínské lidové republiky po Chaj-nanu a Čchung-minu. Patří do souostroví Čou-šan jihovýchodně od zátoky Chang-čou ve Východočínském moři. Ze správního hlediska patří do městské prefektury Čou-šan v provincii Če-ťiang.
Rozloha ostrova je přes 502 čtverečních kilometrů, nejvyšším bodem je 503 metrů vysoký Ta-ťien feng.  Žije zde přibližně 440 tisíc obyvatel.